# Nyon RC
Der Nyon Rugby Club (kurz Nyon RC) ist ein Schweizer Rugby-Union-Verein aus Nyon im Kanton Waadt. Er ist in der höchsten Spielklasse, der Nationalliga A, vertreten. Bisher wurde er sechsmal Schweizer Meister und fünfmal Cupsieger.
Neben dem Männerteam und mehreren Juniorenmannschaften gibt es auch ein Frauenteam (Mermaids) und ein Seniorenteam (KromaNyon).

## Geschichte
Die Gründung des Vereins erfolgte im Jahr 1972, wobei er zunächst eine Sportanlage im Gebiet La Vuarpillière am nordwestlichen Stadtrand nutzte. Die erste Meisterschaftssaison 1972/73 begann er in der Nationalliga B. Bereits nach einem Jahr gelang erstmals der Aufstieg in die Nationalliga A, doch 1975 stieg der Verein freiwillig in die Nationalliga C ab. In dieser blieb er ein Jahr lang, ehe er 1976 vom Schweizerischen Rugbyverband wieder in die Nationalliga A gesetzt wurde. Ab 1979 war der Verein wiederum zweitklassig, bis zum Wiederaufstieg am Ende der Saison 1982/83. Seither ist er stets in der Nationalliga A vertreten.
Ende der 1970er Jahre zog der Nyon RC von La Vuarpillière ins neu errichtete Colovray-Sportzentrum um. Die erste Erfolg war der Cupsieg 1985, gefolgt von zweiten im Jahr 1991. In der Meisterschaft etablierte sich Nyon im Mittelfeld. Nachdem der Verein 1995 Zweiter geworden war, gewann er 1996 seinen ersten Meistertitel. Der zweite liess bis 2005 auf sich warten, doch damals schaffte Nyon gleich das Double. Ein dritter Meistertitel kam 2008 hinzu. 2012 stand Nyon im Meisterschaftsfinal, unterlag aber dem RC Avusy mit 10:13. Auch 2013 stiess der Verein bis in den Final vor, verlor diesen aber mit 24:32 gegen den Hermance RRC. Die dritte Finalniederlage hintereinander musste er 2014 gegen die Grasshoppers hinnehmen.
Sowohl 2016 als auch 2017 gelang es Nyon, die Meisterschaft für sich zu entscheiden, beide Male mit einem Finalsieg über den RC Genève Plan-les-Ouates. Während 2018 ein weiterer Cupsieg hinzukam, ging der Meisterschaftsfinal 2019 gegen die Grasshoppers mit 5:22 verloren. Der insgesamt fünfte Cupsieg gelang 2022. Am Ende der 2023/24 entschied das Team zum sechsten Mal die Meisterschaft für sich, mit einem 23:22-Finalsieg über den RC Yverdon.

## Stadion
Heimspiele werden im Centre sportif de Colovray ausgetragen, das mit dem Fussballverein Stade Nyonnais geteilt wird. Die Anlage ist in städtischem Besitz und wird seit 2010 von der UEFA verwaltet, die ihren Hauptsitz in unmittelbarer Nachbarschaft um Ufer des Genfersees hat.

## Erfolge
- Schweizer Meister: 1996, 2005, 2008, 2016, 2017, 2024
- Meister Nationalliga B: 1973, 1983
- Cupsieger: 1985, 1991, 2005, 2018, 2022